# Vier-Nationen-Turnier 4/2019
Das Vier-Nationen-Turnier April 2019 für Frauenfußballnationalteams fand vom 4. bis zum 7. April 2019 in der chinesischen Stadt Wuhan statt. Es wurde von den Gastgeberinnen gewonnen. Spielstätte war das Hankou Cultural Sports Centre. Es nahm keine Mannschaft aus den Top 10 der FIFA-Weltrangliste teil. Bestplatzierte Mannschaften waren die Gastgeberinnen (Platz 16). Russland (25.) nahm zum zweiten Mal an einem Vier-Nationen-Turnier in China, Kamerun (46.) als zweiter afrikanischer Teilnehmer und Kroatien (56.) nahmen erstmals teil. Wie im Januar wurde das Turnier nicht im Jeder-gegen-jeden-Modus, sondern mit Halbfinalspielen sowie Finale der Halbfinalsieger und Spiel um Platz 3 der Halbfinalverlierer ausgetragen. Für Gastgeber China und Kamerun diente das Turnier auch zur Vorbereitung auf die WM 2019.

## Spielergebnisse

### Halbfinale
|               |   |          |           |
| 4. April 2019 |   |          |           |
| Kamerun       | – | Kroatien | 2:1 (1:0) |
| 4. April 2019 |   |          |           |
| China         | – | Russland | 4:1 (1:1) |

### Spiel um Platz 3
|               |   |          |           |
| 7. April 2019 |   |          |           |
| Russland      | – | Kroatien | 3:0 (2:0) |

### Finale
|               |   |         |           |
| 7. April 2019 |   |         |           |
| China         | – | Kamerun | 1:0 (1:0) |

## Torschützinnen
1. Wang Shanshan (CHN) – 3 Tore
2. Nelli Korowkina, Nadeschda Smirnowa (RUS) – je 2 Tore
3. Song Duan, Yang Li (CHN), Henriette Akaba, Michèle Ngono (CMR), Izabela Lojna (HRV) – je 1 Tor